# Unicorn table
unicorn table（ユニコーン・テーブル）は、日本の音楽ユニットである。
2001年結成。2005年、シングル「Fly Away」でキングレコード（スターチャイルドレコード）より、メジャーデビュー。都内中心に月1回程度のライブ活動を行う。
「現実逃避でなく、明日に向かう癒し」をテーマにしている。ユニコーン・テーブルという名は、Uncountable（アンカウンタブル／数えられない）という単語をSaliaが読み間違えたことに由来する。
ボーカルのSaliaはアニメ・特撮ソング歌手としても活動しており、『キューティーハニーF』の主題歌や『百獣戦隊ガオレンジャー』のエンディングテーマなどを担当している。また、堀江美都子率いる『アニソン女子部』のメンバーとしても活動する。
アメリカのTenbu Productionと契約し、年に数回アメリカ東海岸を中心にアニメコンベンション、イベント、ライブに出演。

## メンバー
Salia（さりあ）
ボーカル担当。1974年10月8日生まれ。大阪府出身。
Shin-Go（しんご）
ギター担当。

## 作品

### シングル
- ジンキ・エクステンド 〈青盤〉（2004年12月22日発売）
  1. ソラ
  2. TO BE FREE
  3. ソラ(Off Vocal Version)
  4. TO BE FREE(Off Vocal Version)
- FLY AWAY（2005年1月26日発売）
  1. FLY AWAY
  2. EARTH
  3. FLY AWAY(Off Vocal Version)
  4. EARTH(Off Vocal Version)

### アルバム
- uncountable（2005年4月27日発売）
  1. TO BE FREE
    - テレビアニメ『ジンキ・エクステンド』イメージソング
    - 作詞：Salia、作曲・編曲：unicorn table

  2. Closer
    - テレビアニメ『スクールランブル』イメージソング
    - 作詞：Salia、作曲：shin-go、編曲：unicorn table

  3. FLY AWAY（Album Version）
  4. Distant Love
    - テレビアニメ『スクールランブル』イメージソング
    - 作詞・作曲：Salia、編曲：unicorn table

  5. アマイユメ
    - テレビアニメ『スクールランブル』イメージソング
    - 作詞・作曲：Salia、編曲：unicorn table

  6. Infinity
    - テレビアニメ『スクールランブル』イメージソング
    - 作詞：Salia、作曲：shin-go、編曲：unicorn table

  7. TV babies
    - 作詞：Salia、作曲・編曲：unicorn table

  8. EARTH
  9. RAIN
    - 作詞：Salia、作曲・編曲：unicorn table

  10. ソラ
    - テレビアニメ『ジンキ・エクステンド』イメージソング
    - 作詞：Salia、作曲・編曲：unicorn table
- Into the Future（iTunesで2010年3月16日リリース）
  1. Departure
  2. Tsuki (Moon)
  3. Cry
  4. Akai Hana (Scarlet Flower)
  5. Cross Heart
  6. Endless
  7. For The Future
  8. Heaven's Door
  9. I Know...
  10. Yawarakana Mirai (You Make The Future)

## 提供
- TAMAGO
  - Shine Forever／一緒だね
- 白石涼子
  - Smile(^-^)
- りぼんガール
  - ラブ Chu ユー！！